# Калиджури, Пол
Пол Дэ́вид Калиджу́ри (англ. Paul David Caligiuri; родился 9 марта 1964 года в Уэстминстере, Калифорния, США) — американский футболист, Опорный полузащитник. Известен по выступлениям за «Лос-Анджелес Гэлакси» и сборную США. Участник чемпионатов мира 1990 и 1994 годов, а также Олимпийских игр 1988 года.

## Клубная карьера

### Ранняя карьера
В 1982 году Калиджури поступил в Калифорнийский университет в Лос-Анджелесе, где начал выступать за университетскую футбольную команду «Брюинс». Он дважды выиграл чемпионат среди колледжей и выступал за неё до 1985 года. После окончания учебы Пол начал выступления за клуб «Сан Диего Номадс» из Западной Конференции. В 1986 году Калиджури был признан Футболистом года в США.

### Карьера в Германии
В 1987 году Пол перешёл в немецкий «Гамбург». За основную команду он так и не сыграл и в 1988 году был продан в «Меппен». В команде Калиджури провёл два сезона после чего перешёл в «Ганзу». С новым клубом он выиграл чемпионат Восточной Германии. Следующие два сезона Пол выступал за «Фрайбург» во Второй Бундеслиге. После окончания контракта Калиджури вернулся в США, где до 1995 года был сосредоточен на выступлении за национальную команду.

### Выступления в MLS
4 мая 1995 года он подписал контракт с «Лос-Анджелес Сальса», чтобы иметь игровую практику перед играми сборной США. Свою зарплату Пол пожертвовал жертвам терактов Оклахома-Сити. В августе Калиджури перешёл в «Санкт-Паули» на правах аренды. В январе 1996 году он воспользовался пунктом в контракте и вернулся в США, где заключил соглашение с новообразованной MLS. Первые полгода Пол провел в «Коламбус Крю», после чего он перешёл в «Лос-Анджелес Гэлакси». В составе «Гэлакси» он выиграл MLS Supporters’ Shield в 1998 и Лигу чемпионов КОНКАКАФ в 2000 году. За команду Калиджури провел более 140 матчей и забил 8 мячей. В 2001 году он закончил карьеру футболиста.

## Международная карьера
Свой первый вызов в сборную США Калиджури получил ещё выступая за университетскую команду. 9 октября 1984 года в матче против сборной Сальвадора он дебютировал за национальную команду. 19 мая 1985 года в поединке против сборной Тринидада и Тобаго Пол забил свой первый гол за сборную. В 1988 году он попал в заявку на участие в Олимпийских играх в Сеуле.
В 1990 году Калиджури принял участие в чемпионате мира: сборная США попала в финальный турнир благодаря его голу, забитому в ворота сборной Тринидада и Тобаго, и благодаря победе квалифицировалась в финальную часть впервые за долгие годы. На турнире он отметился голом в ворота сборной Чехии. За национальную команду Пол также выступал на Кубке конфедераций 1992, Кубке Америки 1993 и Золотом кубке КОНКАКАФ 1991, где он завоевал золотую медаль.
В 1994 году Пол попал в заявку на участие в домашнем чемпионате мира. На турнире он принял участие в поединках против сборных Швейцарии, Колумбии, Румынии и Бразилии. После мундиаля он защищал цвета страны на Кубке Америки 1995.
За сборную Калиджури сыграл 110 матчей и забил 5 мячей.

### Голы за сборную США
| #   | Дата           | Место                            | Противник         | Счёт | Результат | Соревнование                          |
| --- | -------------- | -------------------------------- | ----------------- | ---- | --------- | ------------------------------------- |
| 01. | 19 мая 1985    | Торранс (Калифорния), США        | Тринидад и Тобаго | 1:0  | 1:0       | Чемпионат мира 1986 отборочный турнир |
| 02. | 19 ноября 1989 | Порт-оф-Спейн, Тринидад и Тобаго | Тринидад и Тобаго | 1:0  | 1:0       | Чемпионат мира 1990 отборочный турнир |
| 03. | 10 марта 1990  | Тампа, США                       | Финляндия         | 1:0  | 2:1       | Товарищеский матч                     |
| 04. | 10 июня 1990   | Флоренция, Италия                | Чехословакия      | 1:3  | 1:5       | Чемпионат мира по футболу 1990        |
| 05. | 28 мая 1995    | Тампа, США                       | Коста-Рика        | 1:1  | 1:2       | Товарищеский матч                     |

## Достижения
Командные
 «Лос-Анджелес Гэлакси»
- Обладатель MLS Supporters’ Shield — 1998
- Обладатель Кубка Чемпионов КОНКАКАФ — 2000

Международные
 США
- Чемпионат наций КОНКАКАФ — 1989
- Золотой кубок КОНКАКАФ — 1991
- Кубок конфедераций — 1992

Индивидуальные
- Футболист года в США — 1986